# Gare de Gourinathdham
La gare de Gourinathdham (en bengali : গৌরীনাথধাম ; en hindi : गौरीनाथधाम) est une gare ferroviaire indienne de la ligne de Purulia à Kotshila. Elle est située à proximité de la route à Kalidasdi dans le district de Purulia au Bengale-Occidental.

## Situation ferroviaire
Établie à 278 mètres d'altitude., la gare de Gourinathdham (code GTD) est située sur la ligne de Purulia à Kotshila, entre les gares de Purulia (en) et de Chas Road.